# Pordenone
Pour les articles homonymes, voir Pordenone (homonymie).
Pordenone (en frioulan et en dialecte pordenonais vénète : Pordenon) est une ville d'Italie d'environ 55 000 habitants, siège de l'organisme de décentralisation régionale de Pordenone, située dans la région autonome du Frioul-Vénétie Julienne.
Principale ville du Frioul occidental, bâtie sur la rive ouest du Noncello (dont le cours se termine juste au-delà de la rivière Meduna, principal affluent de la Livenza), au centre d'une zone urbaine d'environ 86 000 habitants constituée avec la commune de Cordenons à l'est, et celle de Porcia à l'ouest, sa vocation portuaire passée se manifeste dans le nom de Portus Naonis (en latin « port de la Naone » ou « Noncello »).
Ancienne capitale de la province du même nom, elle est le siège de l'organisme régional de décentralisation homonyme (EDR), institué par la loi régionale no 21 (« Exercice coordonné des fonctions et des services entre les autorités locales du Frioul-Vénétie Julienne et création d'organismes régionaux de décentralisation »), et créé le 1er juillet 2020. Même après la suppression de la province, la commune de Pordenone a conservé les prérogatives liées à la qualification de « capitale provinciale ».

## Géographie
Le territoire de Pordenone est situé dans la basse plaine du Frioul de la plaine du Pô, au sud des Préalpes carniques. L'emplacement de la première colonie n'est pas accidentel : elle était située sur une route alternative à la via Postumia, appelée « stradalta », qui reliait les villes romaines d' Opitergium (Oderzo) et Iulia Concordia (Concordia Sagittaria) avec Bellunum (Belluno) et Iulium Carnicum (Zuglio) et le Norique.
La basse plaine de Pordenone est caractérisée par une abondance d'eau et le phénomène d'exsurgence.

## Histoire

### Antiquité
À l'époque romaine, le noyau urbain est situé dans le cours supérieur du fleuve Noncello, à peu près à l'endroit où se trouve aujourd'hui le hameau de Torre. Les origines romaines de la ville ont été confirmées par les découvertes qui ont eu lieu au XXe siècle : le comte Giuseppe di Ragogna, aristocrate propriétaire du château de Torre, a trouvé, à la suite d'une campagne de fouilles (1940-1948 ; 1950-1952), les vestiges d'une villa romaine, également utilisée comme site de transformation et de stockage de produits agricoles et marchandises. La richesse des trouvailles, telles que des fragments de fresques habilement réalisées à la main et des matériaux de mosaïque raffinés, reflète la grande richesse des propriétaires. Le lieu a probablement été choisi pour la présence, plus au nord, d'un grand gué fluvial, facilement accessible à pied depuis la « villa », où se trouvait probablement aussi un petit débarcadère.

### Moyen Âge
Avec le début du Haut Moyen Âge (à partir du VIe siècle), les voies fluviales prennent une plus grande importance et le noyau de la ville se déplace vers la vallée, dans une position qui permet le débarquement de plus gros bateaux. La ville se développe alors sur la rive droite du fleuve Noncello, près d'un bras de mer qui profite d'une motta (butte, remblai) entourée à l'ouest par le canal de la Codafora et au nord-est par celui du Molini, prenant le nom de Portus Naonis.
Comme le reste du Frioul, elle fait partie du duché du Frioul et plus tard de la Marche du Frioul, même si toute la période allant de l'époque romaine jusqu'au Xe siècle environ est peu documentée. Des découvertes récentes dans la zone de la cathédrale Saint-Marc, et en particulier dans la zone devant la mairie et sous le Palazzo Ricchieri, montrent que Pordenone est habitée, à peu près sous le règne de Bérenger Ier de Frioul, par des populations de Carinthie, qui à l'époque sont de culture slave. La première mention probable de la ville de Pordenone se trouve en 1204 dans le carnet de voyage de Wolger, évêque de Passau, qui deviendra patriarche d'Aquilée.
Pendant une courte période où la ville fait partie intégrante de la patrie du Frioul, au début du  XIIIe siècle, probablement après 1221, les Babenberg, ducs d'Autriche et de Styrie et anciens seigneurs de Cordenons, obtiennent des seigneurs de Castello, vassaux du Patriarcat, la domination de Pordenone : les membres de la famille royale d'Espagne, plus récemment Felipe VI, portent toujours le titre de seigneurs de Pordenone,, duc de Carinthie et de Styrie. Les Babenberg donnent en concession aux seigneurs locaux, dont les di Ragogna, les tâches d'administrateurs et de collecteurs de dettes. Avec l'extinction de la famille Babenberg en 1246, leurs possessions reviennent à Frédéric II (empereur du Saint-Empire).
Pordenone est conquise par le roi Ottokar II de Bohême lors de son occupation des duchés d'Autriche, de Styrie, de Carinthie et de Carniole entre 1257 et 1270. En 1270, Ottokar se proclame « dominus Portusnaonis », soulignant l'importance qu'il accorde à la domination de Pordenone. Lorsqu'en 1276, vaincu, il est contraint de restituer toutes les terres autrichiennes et les domaines voisins à l'empereur Rodolphe Ier de Habsbourg, Pordenone revient également aux mains impériales, à tel point qu'en 1282, Pordenone devient le patrimoine personnel de la maison de Habsbourg, représentant de facto une enclave de l'archiduché d'Autriche sur le territoire du patriarcat d'Aquilée.
Le château de Torre et la petite zone environnante, après les raids de Gregorio da Montelongo en 1262, deviennent la propriété des patriarches d'Aquilée, qui les accordent ensuite en fief aux nobles de Prata puis les échangent avec les seigneurs de Ragogna. Le village de Vallenoncello appartient longtemps à l'évêque de Salzbourg.
Entre les XIIIe et XIVe siècles, la fragmentation politique de la région s'accentue encore car Corva (fraction actuelle d' Azzano Decimo) est donnée à la famille Prata qui acquiert également certaines parties de Fiume Veneto.

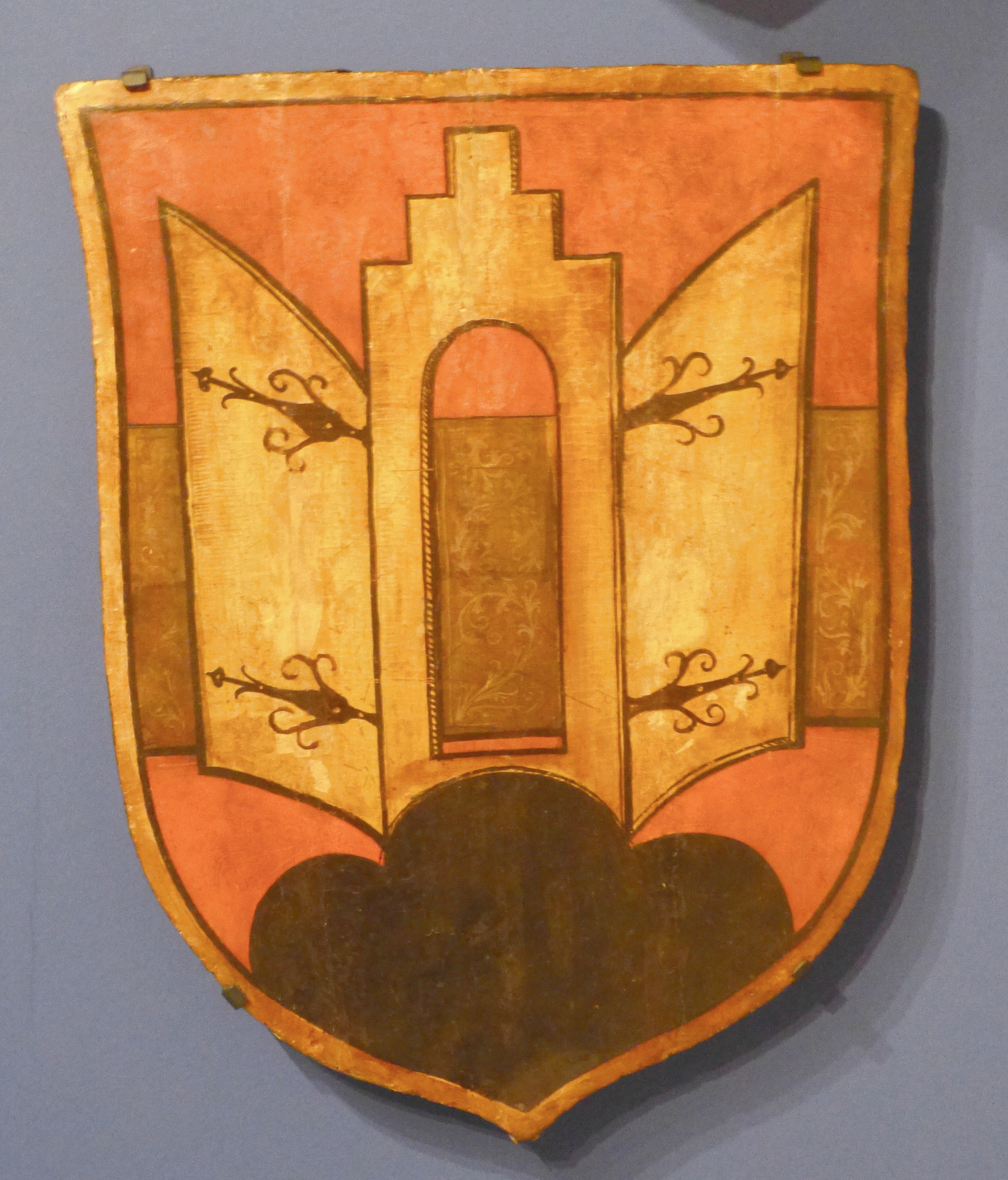
Bouclier funéraire portant les armoiries de Pordenone (1493), Museum Karlsplatz, Vienne, Autriche.

En 1291, le duc Albert Ier (roi des Romains) accorde à la ville un premier statut qui reste en vigueur jusqu'en 1438, date à laquelle un nouveau statut est rédigé, plus adapté aux nouveaux besoins de la commune. Ce second texte reste en vigueur jusqu'au début du XVIe siècle. Au XIVe siècle, la colonie de Pordenone se développe considérablement grâce au commerce fluvial florissant et, en 1314, elle reçoit le statut de ville. Le 23 août 1318, un violent incendie ravage la ville qui jusqu'alors est presque entièrement construite en bois. Après cette catastrophe, la décision est prise de reconstruire la ville avec des bâtiments en pierre. En 1347, le campanile est inauguré, construit à côté de la cathédrale Saint-Marc. La région de Pordenone demeure une zone d'intérêt pour les patriarches, qui tentent à plusieurs reprises de la conquérir. Les armoiries actuelles de la ville sont concédées au début des années 1400 par Guillaume d'Autriche. Le blason est presque le même que celui qui était précédemment accordé par Ottokar.
Lors de l'invasion vénitienne de 1420 qui aboutit à l'annexion de l'État patriarcal d'Aquilée à la république de Venise, les possessions des Habsbourg ne sont pas touchées. Pordenone reste donc une enclave autrichienne. En 1499, le Frioul subit la pire invasion turque de son histoire. Les Turcs (qui sont en réalité principalement des Bosniaques) sèment la mort et la dévastation jusque dans les environs de Pordenone, tandis que la ville elle-même réussit à se sauver grâce à ses murs ; les Turcs ne peuvent pas résister à un siège.
La ville souffre également - comme presque toutes les villes de l'époque - de nombreuses pestes et épidémies (en 1444, 1485, 1527, 1556 et 1576), dont la pire a lieu en 1630, lorsque près de la moitié de la population meurt.

### Époque moderne
Le 20 avril 1508, le condottiere Bartolomeo d'Alviano « mène les armes vénitiennes à la conquête de Pordenone », l'enlevant aux Habsbourg pour le compte de la république de Venise. Venise ne garde la ville que deux ans, la perdant à nouveau en 1509. Cependant, en 1514, Bartolomeo d'Alviano lui-même la ramène sous le contrôle de la Sérénissime. Le passage définitif des Habsbourg à Venise n'a cependant eu lieu qu'avec la Diète de Worms le 3 mai 1521. Venise ne gouverne pas directement la ville, préférant l'accorder en fief à Bartolomeo d'Alviano, qui la gouverne en signoria. À sa mort en 1515, il est remplacé par son épouse Pantasilea Baglioni, sœur du capitaine mercenaire Gian Paolo Baglioni, puis par son fils Livio (dont le portrait présumé par Le Pordenone est exposé dans la cathédrale de la ville), mort au combat à 1537.
Cette année-là, Pordenone et les territoires voisins passent sous le contrôle direct de la république de Venise et y restent pendant plus de deux siècles et demi. La Sérénissime maintient les statuts de la ville et reconnait, au moins sur le papier, les privilèges déjà acquis sous le règne des Habsbourg ; elle prévoit également de réactiver l'économie de Pordenone en créant un nouveau port et en renforçant les activités manufacturières.

### Époque contemporaine

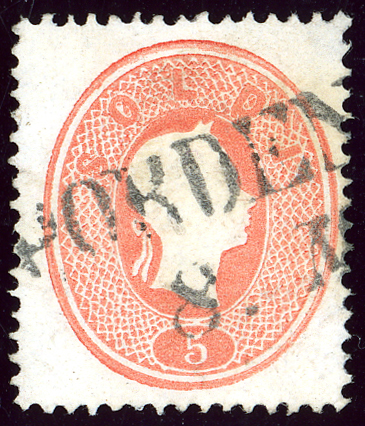
Oblitération du Royaume lombard-vénitien en 1861.

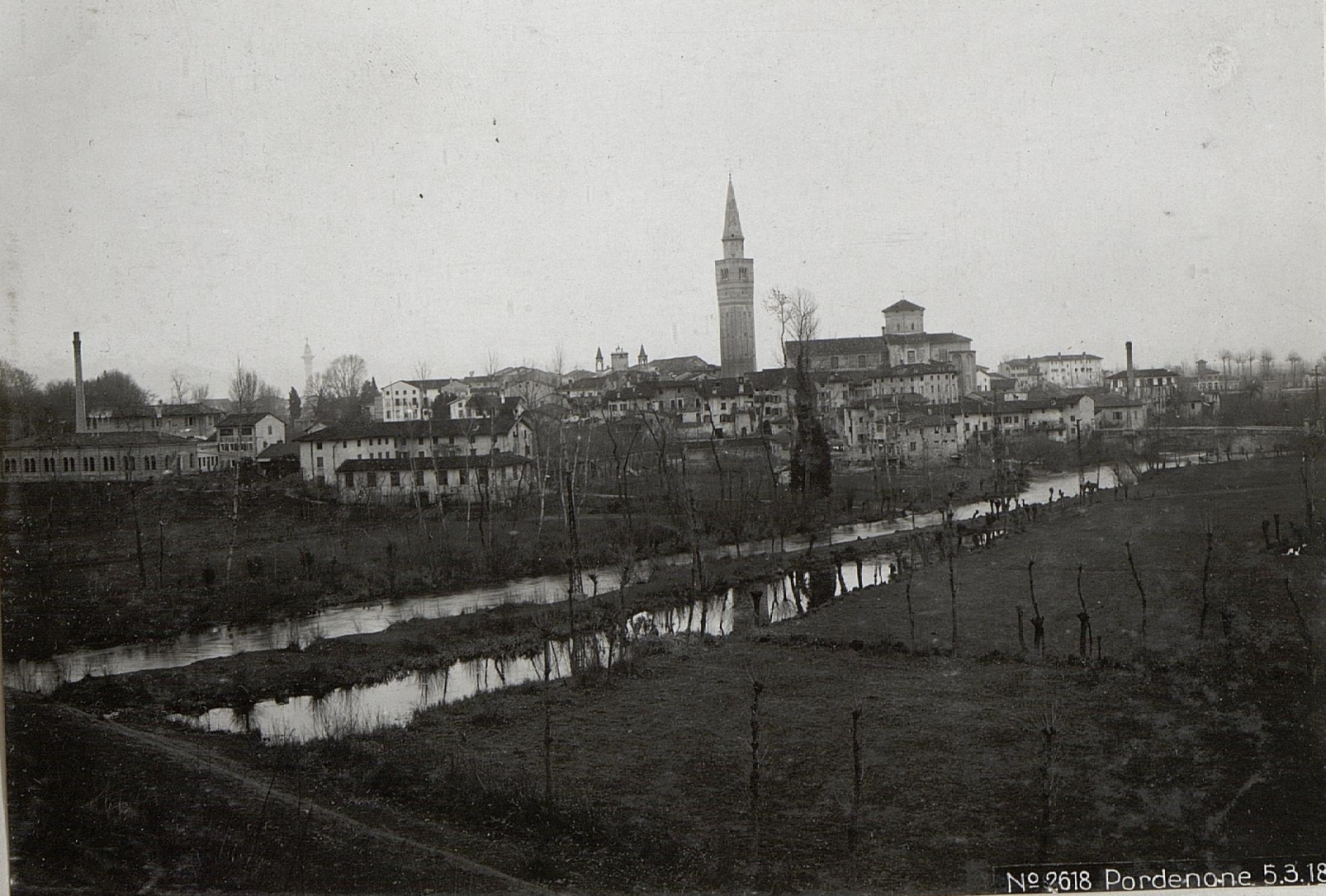
Vue de Pordenone au début du XXe siècle.

Situé entre Udine et Venise, relié à la voie ferrée et routière Venise-Pordenone-Udine et Gorizia, Pordenone, aux XVIIIe et XIXe siècles, trouve un équilibre parfait entre une culture traditionnelle conservatrice de source vénitienne et un souffle innovant des Français et Austro-Hongrois : le front conservateur, tout en faisant un clin d'œil au progrès des autres nations, entretient une relation sociale et culturelle étroite avec Venise et le monde de la tradition transmise, tandis qu'à l'opposé, les progressistes tentent de rompre avec le passé pour embrasser les idées nouvelles arrivées notamment avec la campagne d'Italie (1796-1797) de Napoléon Bonaparte.
Avec la chute de la république de Venise, Pordenone retourne à l'Autriche avant l'intermède napoléonien. À la suite de la capitulation de Bonaparte et aux décisions prises au congrès de Vienne, la ville réintègre l'empire d'Autriche et est agrégée avec le reste du Frioul et de la Vénétie au royaume de Lombardie-Vénétie : elle est ainsi incluse par les Autrichiens dans la province du Frioul qui a Udine pour capitale. La construction de la route de Pontebbana et de la ligne de chemin de fer Venise-Pordenone-Udine en 1855, entraîne, d'une part, un déclin inexorable du port et de la voie fluviale, mais, d'autre part, donne lieu à l'affirmation de l'industrie. À partir des années 1840, de nombreuses filatures de coton sont construites aux côtés des papeteries déjà nombreuses et de l'usine Ceramica Galvani.
Après l'annexion au royaume d'Italie (1861-1946), qui a lieu en 1866, l'introduction de l'électricité en 1888 permet la modernisation des centrales et une augmentation de la production industrielle.
À partir du 1er novembre 1915, la ville accueille le quartier général du groupe de commandement suprême qui, le 15 avril 1916, devient le groupe IV et le restera jusqu'en mai 1917. Le 10 avril 1917, le Groupe XI voit également le jour et reste jusqu'à la bataille de Caporetto.
Les destructions causées par la Première Guerre mondiale et la Grande Dépression entraînent la filière cotonnière dans un lent déclin dont elle ne se relèvera jamais. Après la Seconde Guerre mondiale, Zanussi (qui fait désormais partie de la multinationale suédoise Electrolux), jusque-là seulement une petite entreprise produisant « des cuisines économiques » alimentées au bois ou au gaz, devient un géant européen dans le domaine de l'électroménager, fournissant du travail à de nombreux habitants de la ville. Le grand décollage de Zanussi, dans les années 60 du XXe siècle, donne une impulsion à la croissance démographique de la ville : Pordenone triple le nombre d'habitants, grâce à l'immigration en provenance notamment de la province de Trévise et du Mezzogiorno.
Après la Seconde Guerre mondiale, Pordenone, ainsi que le reste du Frioul-Vénétie Julienne, devient une garnison pour de nombreuses unités militaires, afin d'empêcher une invasion soviétique par l'est. La forte présence militaire stimule l'économie et aide à son redressement. Pordenone est la ville de garnison de la 132e brigade blindée « Ariete ».
En 1968, Pordenone devient la capitale provinciale. Jusque-là, le Frioul occidental faisait partie de la province d'Udine. Depuis 1974, c'est aussi l'évêché du diocèse de Concordia-Pordenone. Le séminaire épiscopal avec l'école de théologie était déjà situé à Pordenone depuis 1919. Récemment, la ville est devenue le siège d'un consortium universitaire qui accueille des cours universitaires organisés par l'université d'Udine, l'université de Trieste et l'ISIA de Rome. Par ailleurs, depuis 2002, le pôle technologique s'active pour promouvoir la culture de l'innovation dans les entreprises locales.
Pordenone est aujourd'hui une ville industrielle et commerciale qui s'ouvre de plus en plus au tourisme. Sa foire commerciale est connue à l'échelon européen.

## Héraldique

Armoiries de la ville de Pordenone.

Les armoiries de la municipalité de Pordenone ont la description héraldique suivante : « Rouge sur la bande d'argent, à la pointe de la mer, d'où s'élève un portail en pierre naturelle, crénelage guelfe en trois parties, avec des portes ouvertes en or, flanquées dans chaque des angles supérieurs du champ par une couronne d'or ». On pense qu'Ottokar II de Bohême a donné les premières armoiries à Pordenone, car celles-ci sont en tout semblables à d'autres que le roi avait accordées aux villes sous sa domination. Selon certains historiens, ce blason accordé par le roi, qui est probablement l'actuel, a remplacé un plus ancien qui représentait trois sommets (peut-être les sommets du mont Cavallo). Cependant, il n'existe aucune confirmation documentaire et cette hypothèse demeure une curiosité.
La bannière de la ville de Pordenone représente le même blason sur un fond aux couleurs du drapeau de la ville en bandes horizontales, avec la bande blanche centrale moins épaisse que les autres.
Le drapeau de Pordenone est composé de trois bandes verticales de taille égale ; celle central est blanche et les deux latérales sont rouges. En taille et en couleur, il est essentiellement identique au drapeau national du Pérou.
Le Noncello, le fleuve de la ville, le clocher de la cathédrale et la mairie, constituent les autres symboles ou éléments symboliques et représentatifs de la commune de Pordenone.

## Monuments et lieux d'intérêt

### Édifices religieux

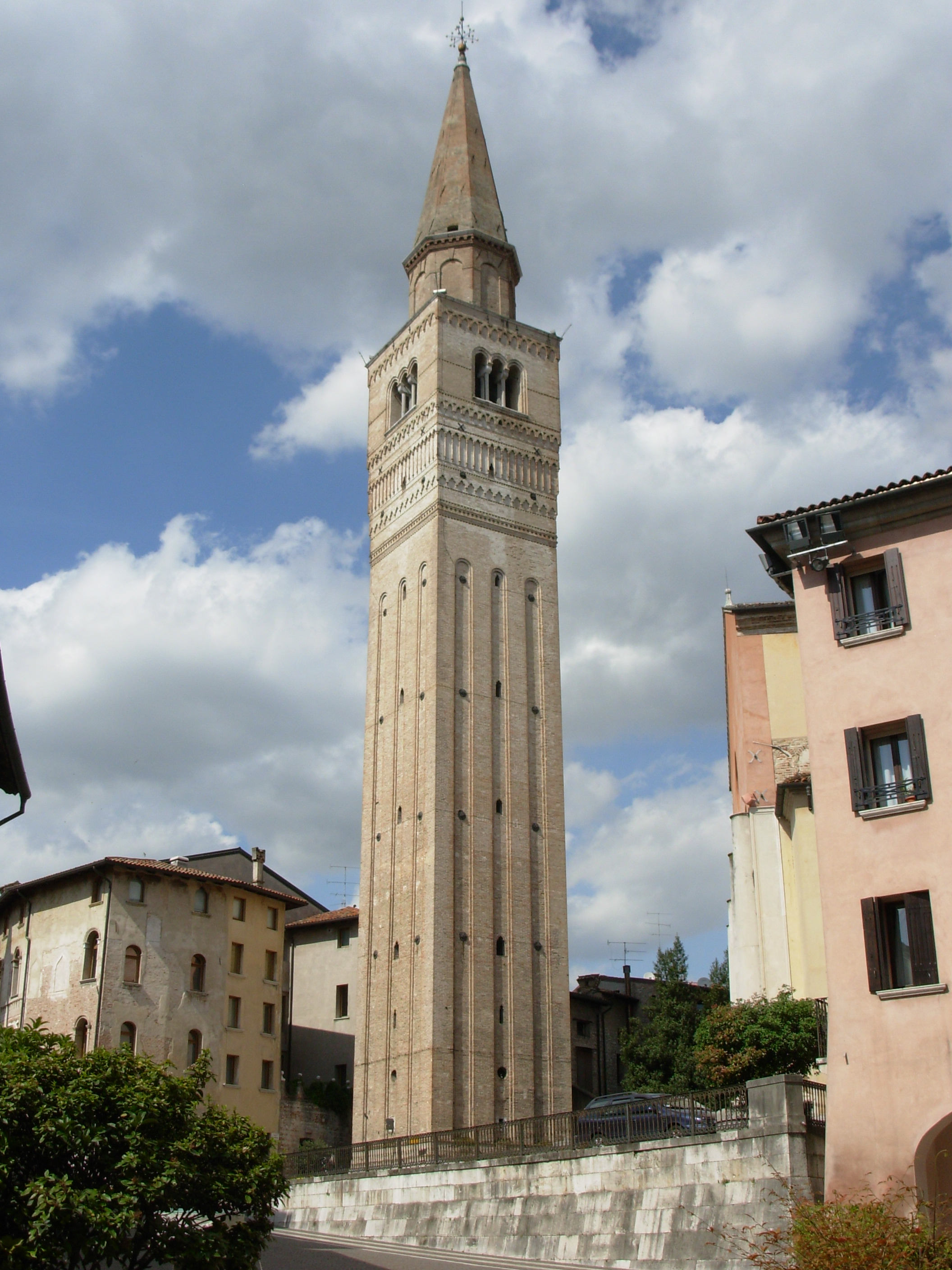
Campanile du Duomo.

#### Dôme
La cathédrale Saint-Marc a été construite à partir du XIIIe siècle en style romano-gothique et a été remaniée par la suite aux XVIe et XVIIIe siècles. Elle contient le retable Madonna della Misericordia de Giovanni Antonio de 'Sacchis connu sous le nom du Pordenone, ainsi que, du même peintre, les fresques du pilier octogonal droit (Saint Roch et la Vierge à l'Enfant Jésus), les portes des fonts baptismaux et le retable, en partie cachés par le maître-autel de Torretti (maître du plus célèbre Antonio Canova), représentant saint Marc consacrant Hermagore, évêque d'Aquilée, entouré de l'archidiacre Fortunat et des saints Jean-Baptiste, Sébastien, Jérôme et enfin, en armure et à cheval, Georges de Lydda. De nombreux autres ouvrages décorent l'intérieur de l'édifice.
Le campanile de la cathédrale a été achevé en 1374. Au cours du XVIIIe siècle, une flèche a été ajoutée qui l'a amené à atteindre une hauteur d'environ 72 mètres.

#### Église Santa Maria degli Angeli
L'église, connue sous le nom de « del Cristo » (« du Christ »), abrite un crucifix en bois du XVe siècle de l'artiste nordique Giovanni Tartarico, également connu sous le nom de Johannes Teutonicus. Construite en 1309, plusieurs fois restaurée, elle conserve à l'intérieur un précieux cycle de fresques du XIVe siècle, une Sainte Barbara de Gianfrancesco da Tolmezzo (XVe siècle) et un portail en marbre de Giovanni Antonio Pilacorte (1510).

#### Église de la Sainte Trinité
Connue sous le nom de « della Santissima », située le long de la rivière Noncello, de forme octogonale, l'église contient des fresques du XVIe siècle de Giovanni Maria Calderari, élève du Pordenone. Il est possible d'y observer, comme arrière-plan d'une scène biblique, une représentation particulière de la ville de Pordenone à l'époque de la Renaissance.

#### Église paroissiale Saint-Georges
Église néoclassique, son clocher est caractéristique du XIXe siècle, et ses colonnes doriques sont de l'architecte Giovanni Battista Bassi. Une imposante statue de saint Georges se dresse sur le clocher, restaurée par le sculpteur de Pordenone Pierino Sam. Une fontaine monumentale contemporaine, de plan octogonal, construite en acier Corten, et décorée par des inscriptions latines sur le thème sacré de l'eau, est installée sur le parvis.

#### Sanctuaire de la Beata Vergine delle Grazie
Église de style néogothique, construite en remplacement d'une église préexistante du XVIIe siècle, elle a été construite entre 1899 et 1921. Elle abrite l'un des plus grands orgues modernes d'Italie.

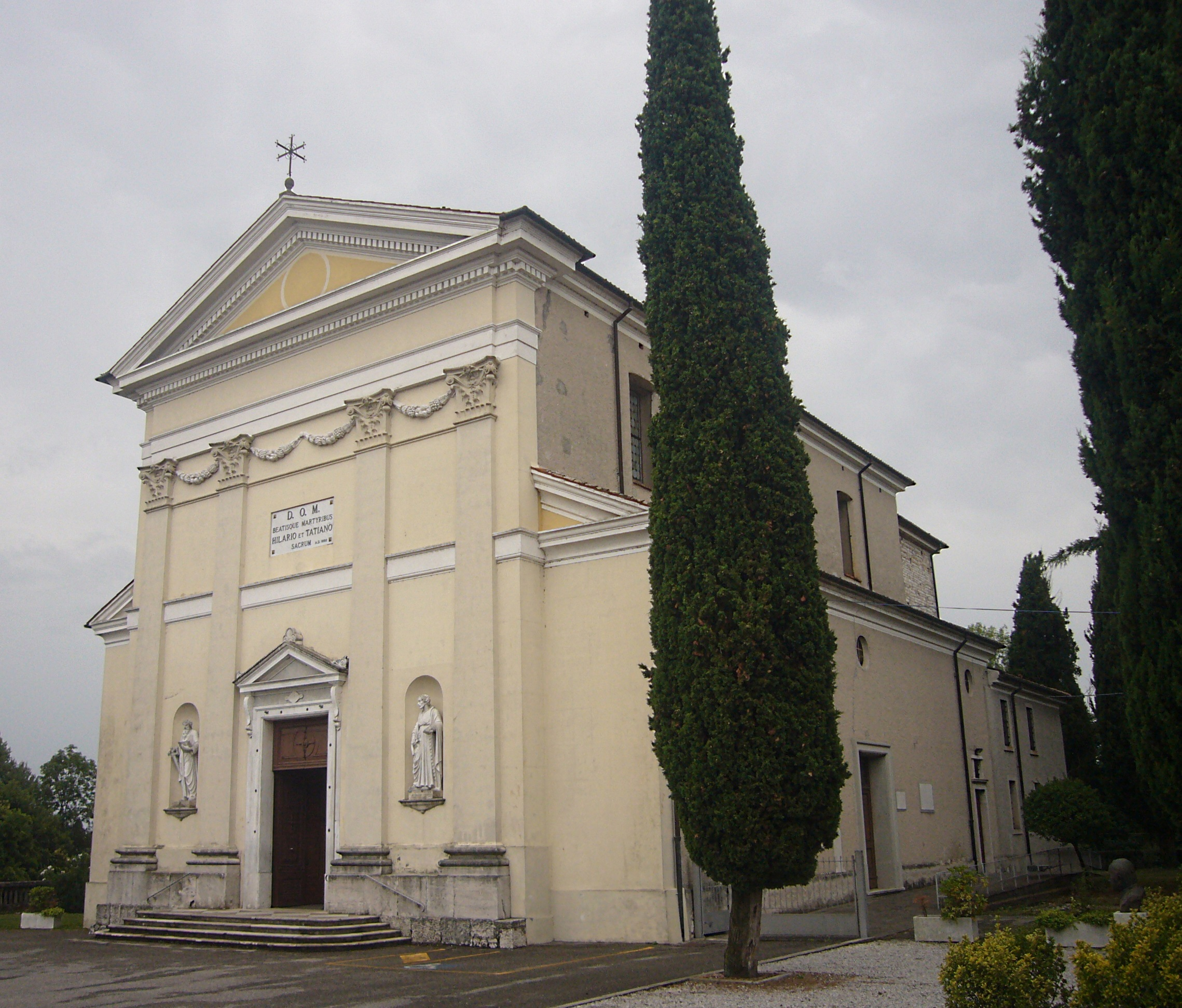
Église paroissiale des Saints Ilario et Taziano à Torre.

#### Église paroissiale des Saints Ilario et Taziano
Située dans le frazione de Torre, elle expose une Vierge à l'Enfant et aux Saints de Giovanni Antonio de 'Sacchis dit le Pordenone, datant de 1521. En 1532, Donato Casella y a sculpté un bénitier. Sur le parvis se trouve le buste en bronze de Monseigneur Giuseppe Lozer, réalisé par le sculpteur de Pordenone Pierino Sam.

#### Église paroissiale de Vallenoncello
Elle est dédiée à saint Rupert de Salzbourg, évêque de Salzbourg au VIIIe siècle, évangélisateur de la Bavière et de l'Illyrie, et à saint Léonard de Noblat. Datant du XIVe siècle, elle contient un retable du Pordenone et une œuvre de Calderari. À l'extérieur, est installée la précieuse œuvre sculpturale en bronze de Pierino Sam dédiée aux troupes alpines qui se soutiennent mutuellement dans l'entraide et la participation émotionnelle.

#### Église de la Sainte Famille
Située viale Cossetti, datant du XXe siècle, elle a un style architectural moderne avec des vitraux réalisés sur un projet du sculpteur de Pordenone Pierino Sam (1921-2010) ; le crucifix en bronze sur le portail d'entrée est du même artiste.

#### Église de San Leonardo in Silvis
Datant du XVe siècle, elle se dresse dans une petite clairière herbeuse dans la vallée de Romito du frazione de Vallenoncello.

#### Église du Corpus Domini
Datant du XIVe siècle, s'y trouvent des fresques supposées être des œuvres de Brunello et de Furlan attribuées à Pordenone.

#### Église Sant'Anna
Située via Segaluzza di Vallenoncello, c'est un modeste édifice du XVIIIe siècle. À la suite du miracle économique italien de l'après-Seconde Guerre mondiale, l'église a été engloutie par la zone industrielle de la région. C'est le seul lieu religieux de la ville dédié au culte d'Anne (mère de Marie).

#### Église paroissiale San Lorenzo Martire

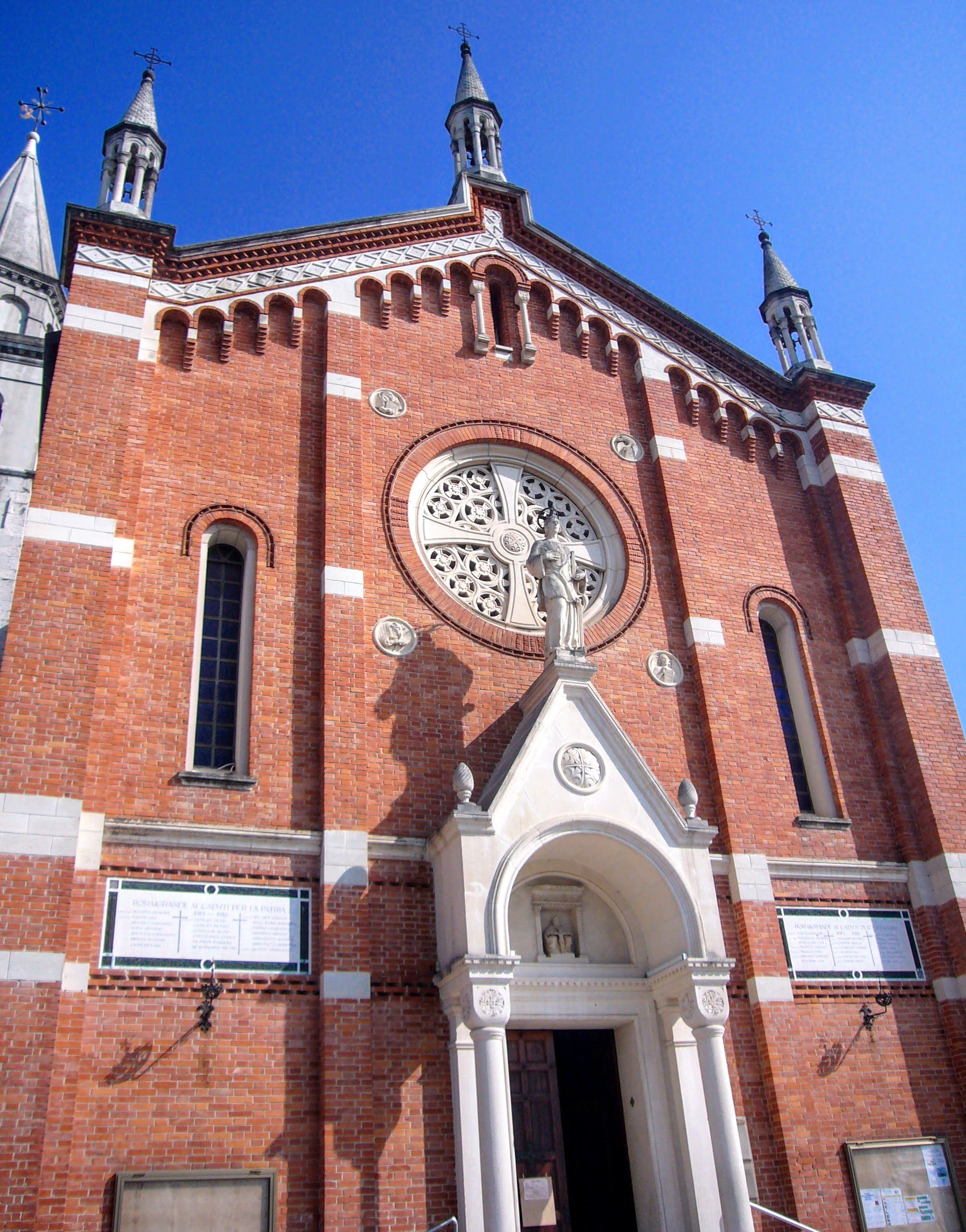
Église paroissiale San Lorenzo Martire.

Située dans le frazione de Roraigrande, elle conserve les fonts baptismaux fruit de la collaboration du sculpteur de la Renaissance Donato Casella avec son fils Alvise, ainsi qu'un cycle de fresques de Giovanni Antonio de 'Sacchis.

#### Oratoire San Bernardino
Édifice baroque, les fresques à l'intérieur sont de bonne école (quartier Rorai-Cappuccini).

#### Église paroissiale de Beato Odorico
Elle a été construite sur un projet de l'architecte Mario Botta en 1990-1992.

#### Église Sant'Ulderico
Située à Villanova Vecchia, elle contient des fresques de Giovanni Antonio de 'Sacchis ; le bénitier et le baptistère sont de Giovanni Antonio Pilacorte. Sur le parvis, est installée une statue en bronze représentant le bienheureux Odoric de Pordenone, le frère franciscain originaire de Villanova, une œuvre sculpturale de Pierino Sam.

#### Séminaire
La statue de Saint Nicolas du sculpteur de la Renaissance Donato Casella di Carona y est installée, qui était auparavant sur l'autel de l'église paroissiale de Castelnovo del Friuli.

### Édifices civils

#### Palais historiques de l'Urbs picta

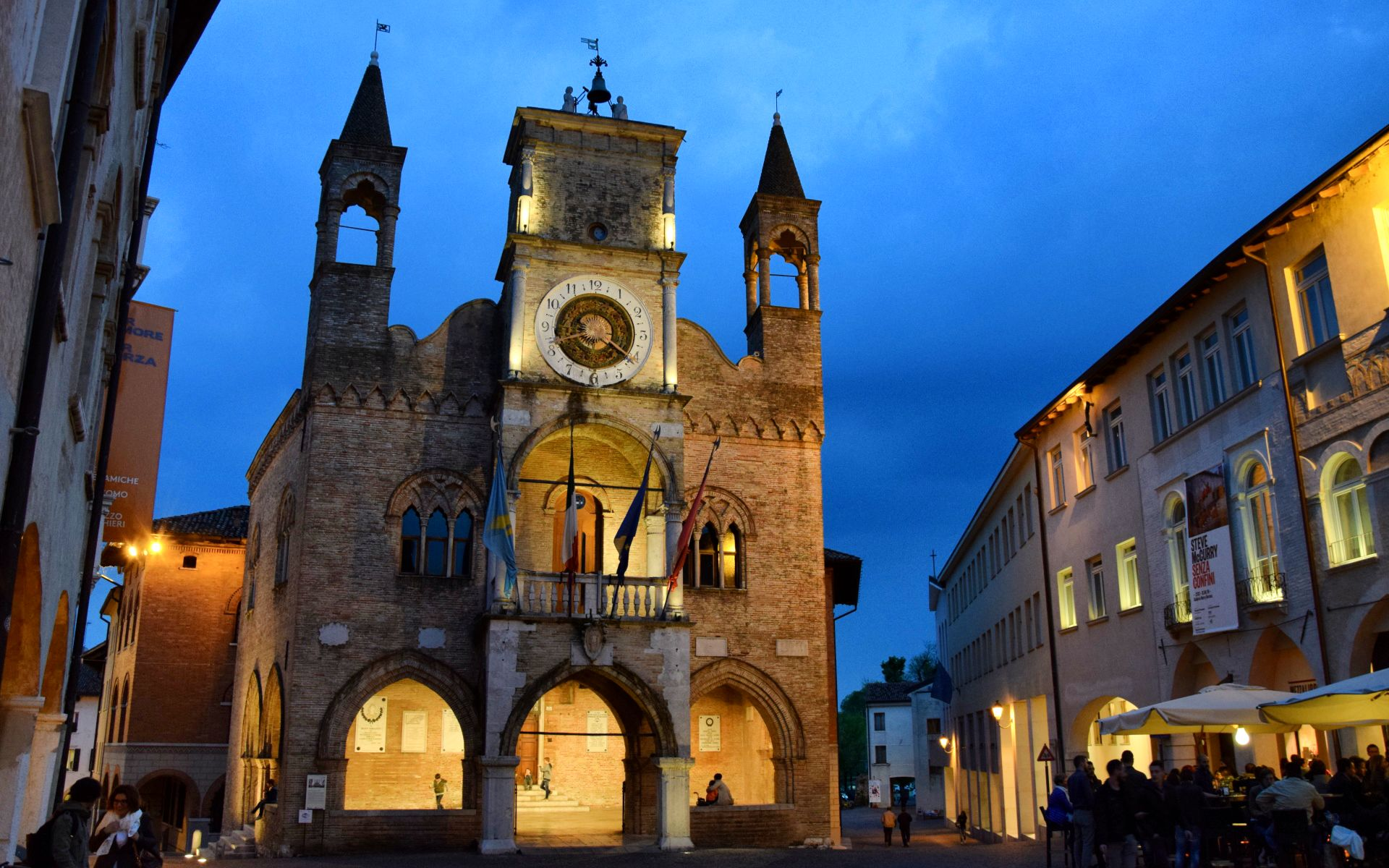
Palazzo Comunale.

La ville possède de nombreux palais, à la fois le long de l'ancienne Contrada maggiore, aujourd'hui Corso Vittorio Emanuele II, avec ses édifices gothiques et Renaissance, certains avec des fresques, et sur le Corso Garibaldi.
Le Palazzo Comunale, construit dans le style gothique entre 1291 et 1395, ferme scéniquement la rue avec les pinacles et la tour de l'horloge ajoutée au XVIe siècle sur un projet du peintre Pomponio Amalteo.
Le palais Ricchieri, aujourd'hui siège du musée d'art de la ville, était, à l'origine, une maison-tour du XIIIe siècle, transformé plus tard en un manoir pour la famille vénitienne des Ricchieri.
Le palais Amalteo accueille le musée des Sciences, avec son Theatrum Naturae.
La Casa Marone-Da Ros est le seul cas, à Pordenone, d'un bâtiment décoré en bas-relief avec du stuc à la chaux, qui peut être lié aux disciples de Giovanni da Udine.
Le Palazzo Sbrojavacca se caractérise par des fragments de fresques attribuables à la main du peintre Gianfrancesco da Tolmezzo.
Le Palazzo Dolfin-Spelladi-Porcia se caractérise par une lunette arrière en fer forgé représentant les armoiries de la famille Dolfin.
Le Palazzo Badini, un imposant palais de style baroque-vénitien, abrite une petite sculpture extérieure représentant une Vierge à l'Enfant de Giuseppe Torretti et, à l'intérieur, une salle est peinte avec des épisodes de l'histoire romaine et de l'Ancien et du Nouveau Testament.

#### Autres bâtiments civils
Sur la Piazza San Marco, se trouvent la Casa dei Sam, une maison liée à l'histoire du commerce du sel et du transport fluvial, la Casa a motivi geometrici (Maison aux motifs géométriques) et la Casa del Pordenone, embellie à l'intérieur par une frise de fresques du Pordenone.
Le Vicolo del Campanile se distingue par la Casa Chiaradia, et la Casa Marson par sa fresque particulière d'atlantes. La Casa Mantica-Tomadini dans la Via del Mercato, est ornée de quelques restes de fresques, dont une frise représentant le Jugement de Pâris, attribuable à la main d'Andrea Bellunello ou de Marcello Fogolino.
La structure architecturale du Teatro Verdi se dresse au même endroit que les théâtres de la ville précédents (1922 Théâtre Licinio - architecte Provino Valle, 1952 Théâtre-Cinéma Verdi - architecte Giovanni Donadon). Le nouveau Théâtre Municipal, inauguré en 2005, est l'aboutissement d'un cheminement politique long et complexe entre travaux correctifs, appels d'offres, études professionnelles, missions et aménagement ; il a coûté environ 26 millions d'euros. Le bâtiment, initialement conçu pour une capacité de 988 places, se caractérise, à la suite des nécessaires travaux correctifs du projet initial, par une salle principale « à l'italienne » de 936 places. Il y a aussi un espace disponible pour accueillir 145 personnes et une salle de répétition. La structure est caractérisée par un revêtement extérieur en dalles de marbre de Carrare de la carrière Lorano.
Au regard de l'architecture des XIXe et XXe siècles, malgré la présence d'un développement bâti désordonné et peu harmonieux, quelques édifices peuvent être considérés comme présentant un certain intérêt, comme la Villa Della Torre (Arch. Cesare Scoccimarro), l'un des meilleurs exemples des résidences éclectiques des années 1920 à Pordenone ; la Casa Toscano, une maison unifamiliale des années 1930 avec des décorations historicistes d'une certaine valeur ; la caserne de la Via Molinari, lieu d'emprisonnement, pendant la Seconde Guerre mondiale, d'antifascistes, dont Franco Martelli, médaille d'or de la vaillance militaire ; l'ancien centre de services de la Banque Friuladria de Pordenone, aujourd'hui Palazzo della Regione.

### Églises désaffectées et anciens couvents

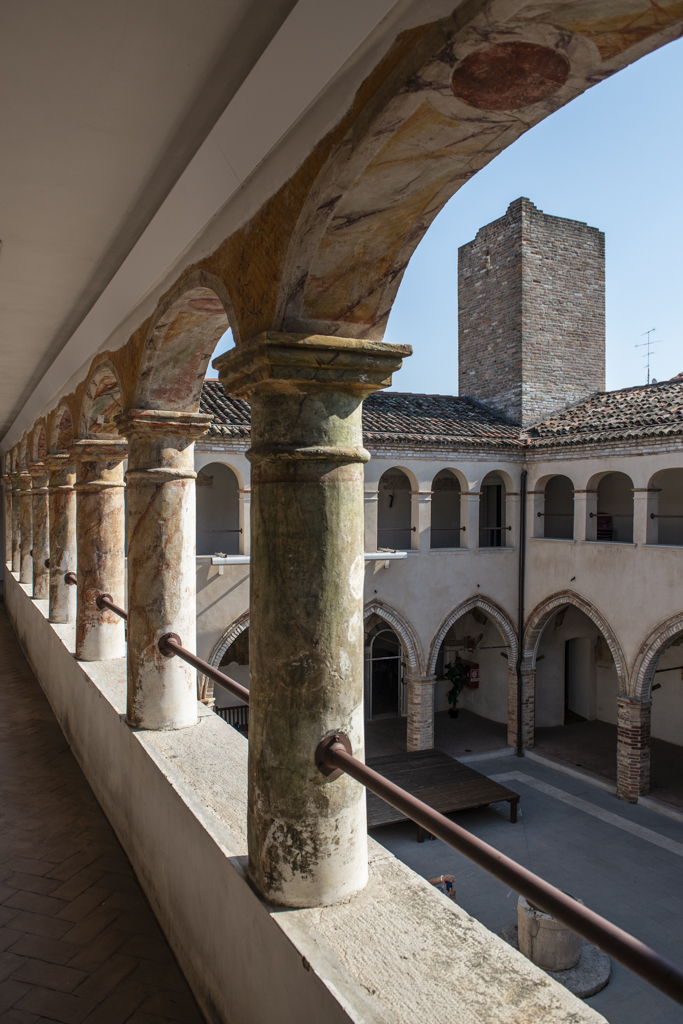
Ancien couvent Saint-François, vue de la galerie.

#### Ancien couvent des Dominicains
Édifice néoclassique achevé en 1722 après 31 ans de travaux, il était autrefois adossé à l'église du Rosaire aujourd'hui disparue. Le bâtiment a ensuite été acheté par les religieuses augustines et a connu de nombreuses autres destinations. Depuis 2010, il est le siège de la Bibliothèque multimédia municipale.

#### Ancien couvent et église Saint-François
Acheté récemment par la municipalité, le bâtiment a été restauré et est utilisé à des fins artistiques et culturelles. Fondé en 1419, le couvent, avec l'église Saint-François, fut supprimé en 1769. L'intérieur conserve des traces de fresques du XVe siècle et un cloître peint. Dans la lunette extérieure au-dessus de la porte principale se trouvent les restes d'une fresque La Sainte Famille et saint François de Giovanni Maria Zaffoni. À côté de l'entrée, la sculpture de Saint François en pose humble montre les colombes, est une œuvre du sculpteur de Pordenone Pierino Sam.

### Villas vénitiennes
Dans la ville, neuf bâtiments sont protégés par l'Istituto Regionale Ville Venete dont :
- la Villa Cattaneo, de Gaspera, du XVIIe siècle, dont la caractéristique est un tympan à arc élevé (Quartier Sud) ;
- la Villa Cattaneo, Cirielli Barbini, datant probablement du XVIIIe siècle (Quartier Sud) ;
- la Villa Rigutti, Policreti, datant du XVIe siècle, caractérisée par un corps principal, des annexes rustiques et un oratoire du XVIIIe siècle dédié à saint Bernardin de Sienne ;
- la Villa Fossati, de la première moitié du XVIIe siècle, composée d'une villa et d'une petite église attenante.

### Architecture militaire

#### Château de la tour
Le château de la tour, datant de la fin XIIe siècle), fut la résidence de la famille Ragogna et aujourd'hui est le siège du Musée archéologique du Frioul occidental. Après l'assaut en 1402 par les troupes impériales du capitaine autrichien Mordax, qui ont laissé en place seulement une tour, il a été reconstruit et en partie transformé en demeure seigneuriale.

#### Château de l'ancienne ville de Pordenone
Situé sur la Piazza della Motta il est déjà documenté en 1200. Il a accueilli en 1452 Frédéric III (empereur du Saint-Empire) et depuis 1883, il est utilisé comme prison.

### Principales rues et ruelles historiques

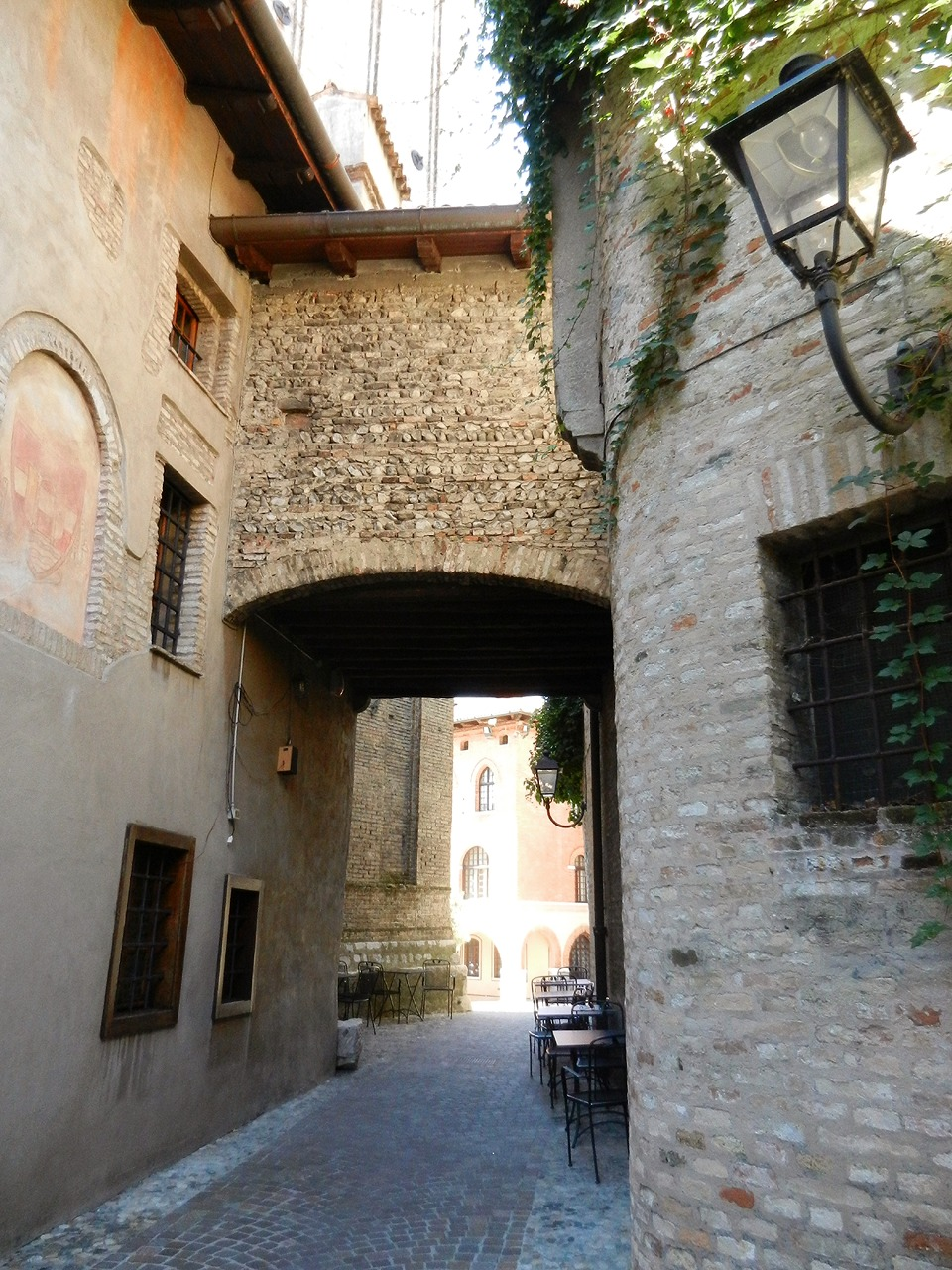
Vue du Vicolo del Campanile.

#### Corso Vittorio Emanuele II
Rue principale de la vieille ville, le corso est flanqué de palais à arcades gothiques et Renaissance avec des fresques, exemple admirable de portique vénitien et par certains appelé le petit « Canal Grande senz'acqua » (« Grand Canal sans eau »).

#### Corso Garibaldi
Un groupe sculptural de 1532 représentant la Vierge à l'Enfant, également attribué à Donato Casella, y est installé. La rue est ornée d'importants bâtiments historiques tels que le Palazzo Badini, le Palazzo Pera, le Palazzo Sbrojavacca, le Palazzo Pera-Marchi, le Palazzo Loredan-Porcia, le Palazzo de 'Spelladi-Porcia et le Palazzo Dolfin Porcia.

#### Vicolo delle Mura
Il présente des vestiges des remparts visibles via Borgo Sant'Antonio au fond du Palazzo Popaite-Torriani Policreti.

#### Vicolo Chiuso
Il se caractérise par deux fresques mariales dédiées à la Bienheureuse Vierge Mater dolorosa. La première est placée sur le côté gauche de la ruelle, sur le mur du porche d'un immeuble donnant sur le Corso. La Madone, reconnaissable à son auréole à peine visible, est représentée sous les traits d'une dame et s'appelle « Madonnina degli Endrigo ». La deuxième fresque est située sur la façade de la seule maison en face de l'entrée de la ruelle. C'est une Madonnina à la tête couverte, au manteau bleu traditionnel, à la robe rouge et aux mains jointes, appelée « Madonnina dei Simoni ». Les deux fresques, d'après une étude de 1977, sont datées du XVIIIe siècle environ.

#### Vicolo delle Acque
Le canal dei Molini coule dessous. Il se caractérise par un graffiti de l'artiste Davide Toffolo représentant la mort d'un gorille blanc.

### Places

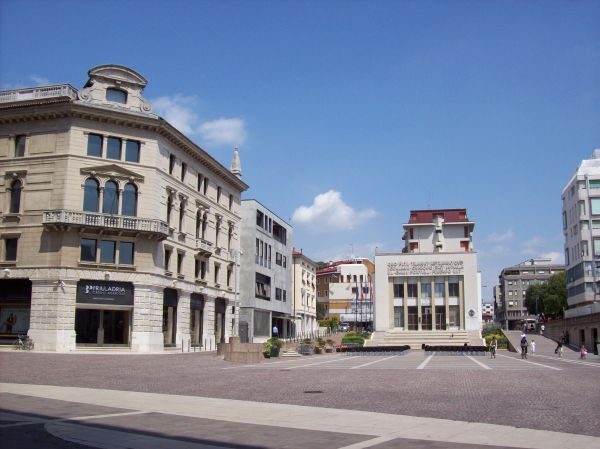
Piazza XX Settembre.

#### Piazzetta Calderari
Située derrière la mairie, elle est un lieu de rencontres culturelles intéressantes, entourée de quelques bâtiments modernes de valeur, de bâtiments anciens rénovés et d'un espace vert en pente vers le canal avec un grand et vieil arbre ; à côté de celui-ci, se trouve la statue en bronze du cheval rampant, œuvre de Pierino Sam, l'entrée des bureaux municipaux et de l'institut d'enseignement Vendramini.

#### Piazza della Motta
Également appelée Prato del Castello ou Piazza dei Grani, cet endroit est destiné au marché de la ville depuis 1400. L'ancien couvent des Frères Mineurs Conventuels de saint François (datant de 1424), le Palazzo del Monte dei Pegni - Casa della Musica « Elisabetta Imelio » - de 1767, jadis flanqué d'un bâtiment appelé « nobile interrompimento » (« noble interruption »), donnent sur l'esplanade, ainsi que ce qui reste de l'ancien château de la ville, quelques maisons modestes qui ferment le côté est de la place et le Palais Galvani Damiani (depuis 1894 utilisé comme maison de retraite pour personnes âgées).
La place a été le théâtre de nombreux événements à travers l'histoire. L'écrivain du XVIIIe siècle Giovan Battista Pomo, dans son De comentari urbani, raconte comment le lieu était le centre d'une vie populaire animée. Une sanglante chasse aux taureaux s'y déroulait (la dite molada) au cours de laquelle de beaux et bons bouvillons se battaient contre des chiens dressés. La place devient alors le terrain de jeu des matchs de basket-ball et pendant le Carnaval, il est possible d'admirer les spectacles de jongleurs et d'acrobates et d'assister aux plaisanteries des acteurs et des marionnettistes. Enfin, elle fut longtemps le site de la manifestation du Rogo della Vecia, unetradition populaire de la Mi-Carême lors de laquelle un pantin de vieille femme est porté en procession le soir, jugé, accusé de tous les maux de la communauté locale et condamné au bûcher malgré l'engagement de l'avocat de la défense.
A côté du couvent Saint-François se trouve la statue en bronze du saint, une oeuvre réalisée par l'artiste Pierino Sam.
La place, au cours des années 2021-2022, a fait l'objet d'un projet de réaménagement, financé par l'appel d'offres Periferie et organisé pour la partie architecturale par Stradivarie Architetti Associati. L'installation d'une grande fontaine au centre, d'arbres et de bancs, lui a restitué un rôle d'espace public ouvert à la socialité et à la culture. L'intervention urbaine menée est aujourd'hui (2022) l'objet de discussions, car, selon la citoyenneté, le projet a modifié la fonction historique du quartier et n'a pas pris en compte la relation avec le château voisin.

#### Piazzetta della Pescheria
La Piazzetta della Pescheria est appelée ainsi parce qu'elle était autrefois l'endroit consacré au marché aux poissons. La halle aux poissons a été démantelée au milieu du XXe siècle et le canal qui la baignait a été comblé.

#### Piazzale XX Settembre
La Piazzale XX Settembre est l'une des plus grandes places de la ville. À la suite d'un projet de réaménagement urbain, « tout le système structurel de la place » a été revu et nivelé sur un seul niveau. Elle se caractérise par la présence importante du bâtiment rationaliste, conçu dans les années 1930 par l'architecte Cesare Scoccimarro, la Casa del Mutilato. Au-dessus des six pilastres (autrefois recouverts de marbre noir) se trouve l'inscription latine suivante, tirée du cinquième livre de l'Énéide de Virgile : « QUO FATA TRAHUNT RETRAHUNTQUE SEQUAMUR QUICQUID ERIT SUPERANDA OMNIS FORTUNA FERENDO EST ». Le sens du texte latin, selon la traduction de Rosa Calzecchi Onesti est : « là où le destin appelle et rappelle, on avance ; quoi qu'il arrive, le destin doit durer tout en gagnant ».

#### Piazzale Enea Ellero dei Mille
C'est une zone d'échange pour les bus urbains.

#### Place Giustiniano
Le Palazzo di Giustizia du XXe siècle y est situé et la sculpture de l'artiste Fiorenzo Bacci intitulée « Entre le bien et le mal » est positionnée dans les jardins face au tribunal.

#### Piazzetta Ottoboni
Cette petite place tire son nom de la villa vénitienne de la famille Ottoboni datant du XVIIIe siècle qui y était présente. La propriété Vaselli-Ottoboni a été démantelée par le premier périphérique de la ville en 1939. Le petit jardin se caractérise par un cedrus deodara de l'Himalaya et un magnolia du XIXe siècle.

#### Piazzetta Mons. Abram Freschi
Une statue de l'artiste Giorgio Igne, placée là en 2011, embellit le petit espace ouvert.

### Site archéologique
La villa romaine de Torre, non loin du château de Torre, a été découverte dans les années 1950 par le comte Giuseppe di Ragogna ; les découvertes, dont des fresques, sont conservées dans le musée du château. Au départ, on pensait qu'il s'agissait des vestiges d'une riche résidence de campagne (d'où le nom de « villa ») ; à la suite d'autres investigations, qui n'excluent cependant pas la possibilité qu'elle ait également servi de résidence, il est plus probable de conclure que la villa était en fait un site situé à proximité du premier petit port fluvial sur le Noncello, pour la transformation et le stockage des biens et produits agricoles qui iraient ensuite vers la mer et vers l'intérieur, vers le nord-est, respectivement, par voie fluviale et terrestre.

### Autres

#### Monument aux morts
Réalisé par le sculpteur frioulan Aurelio Mistruzzi (1880-1960), il est composé d'une base en forme de bassin, sur laquelle s'élève le socle qui supporte les groupes statuaires en bronze. Le groupe principal, au centre, représente l'Italie (tenant autrefois dans ses mains une statuette symbole de Victoire ailée) qui protège le combattant et celui qui est tombé avec un bouclier. Les figures latérales représentent les fleuves sacrés de la patrie : l'Isonzo et le Piave. Le monument a été inauguré le 23 avril 1929.
Le monument aux troupes alpines de Pierino Sam dans l'église de Vallenoncello a une valeur particulière ; la restructuration de la statue dédiée à saint Georges placée au-dessus de l'église du même nom est également du même artiste.

#### Pont d'Adam et Eve sur la rivière Noncello
Les deux statues qui caractérisent l'édifice représentent les deux dieux païens Jupiter et Junon, mais ils sont connus par la population sous le nom d' Adam et Ève. Selon l'historien local, Maurizio Lucchetta, le nom du pont dérive du fait que l'abside de l'église de la Sainte Trinité a une fresque représentant l'expulsion d'Adam et Eve de l'Éden.
- Ossuaire austro-hongrois dans le cimetière de Pordenone dans la Via Cappuccini[52].
- Monument à la mémoire d'Angioletta delle Rive à Vicolo del Molino[53].

## Musées

### Musée diocésain de Concordia-Pordenone
Situé dans le Centre d'activités pastorales, conçu par l'architecte Othmar Barth (1988), il conserve depuis 1991 un remarquable patrimoine artistique des églises et édifices religieux du diocèse de Concordia-Pordenone dont des œuvres de Gianfrancesco da Tolmezzo, Alvise Casella, Pomponio Amalteo et Giovanni Martini.

### Musée d'art civique

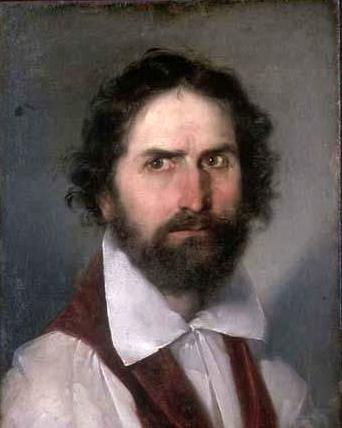
Michelangelo Grigoletti, Portrait d'homme du peuple du Trastevere(1835), musée d'art civique de Pordenone.

Le musée est installé dans l'ancien Palazzo Ricchieri et est un lieu important pour connaître la production artistique de la région vénétienne du Frioul. Il abrite des œuvres de divers peintres, tels que Pordenone, Pomponio Amalteo, Alessandro Varotari, Pietro della Vecchia, Odorico Politi et Michelangelo Grigoletti. Le musée possède une collection d'environ 170 dessins dont une craie noire sur papier bleu Figure d'un serviteur saisi par le dos d'Antonio da Pordenone et un dessin du XVIIe siècle de Palma le Jeune représentant L'extase de sainte Thérèse d'Avila.
Les dépôts du musée d'art civique abritent également de précieuses peintures de la collection Zacchi-Ruini dont des œuvres de Mario Sironi, Renato Guttuso, Corrado Cagli, Alberto Savinio, Filippo De Pisis, Giuseppe Zigaina et Armando Pizzinato.

### Musée civique d'histoire naturelle
Nommé d'après la naturaliste Silvia Zenari, il abrite, dans les salles du Palazzo Amalteo du XVIe siècle, la plus importante collection de minéraux de l'Alpe Adria et des collections de vertébrés, d'insectes et autres.

### Musée archéologique du Frioul occidental
Le musée, installé depuis 2006 dans l'ancien château de Torre, dernière résidence du comte Giuseppe di Ragogna, illustre le patrimoine archéologique de la province de Pordenone. Les découvertes des grottes de Pradis et du site palafittique du Palù di Livenza sont particulièrement importantes. Les fragments de fresques de la Villa romaine de Torre sont dignes de mention.

### PAF! Palais de la bande dessinée du Frioul
La structure culturelle, définie par l'un de ses fondateurs, le dessinateur Giulio De Vita, comme un « non-musée », est installé dans la Villa Galvani. Lieu destiné à diffuser la connaissance de la « littérature dessinée », le PAFF ! est aussi un espace ouvert à la confrontation avec tous les arts.

### Centre des sciences de l'imaginaire scientifique
C'est une succursale du centre des sciences de l'imaginaire scientifique de Trieste.

### Galerie d'art Sagittaria
Fondée en 1965, elle abrite des œuvres d'artistes importants de la production vénéto-frioulienne du XXe siècle, ainsi que des œuvres d'artistes de renommée internationale tels que Carlo Carrà et Dino et Mirko Basaldella.

## Traditions et folklore
Les traditions et le folklore de la ville de Pordenone sont inextricablement liés au christianisme. Au printemps, en plus des rites religieux de la Semaine sainte, est fêté le saint patron, saint Marc. Le 25 avril est aussi le jour dédié à une sortie hors de la ville où il est de coutume de manger la soi-disant « fortaja », une frittata faite maison avec différents ingrédients. Cette sortie qui avait lieu autrefois dans la campagne de Comina et aujourd'hui a lieu dans le parc public de San Valentino. Le mois de mai est caractérisé par des processions religieuses, qui serpentent dans les rues de la ville, dédiées à Marie Auxiliatrice et à la Fête-Dieu.
La saison estivale était marquée par l'ancienne fête de la saint Jean le 24 juin. Les jeunes amants, dans la nuit du 23 au 24 juin, plaçaient un verre d'eau avec un blanc d'œuf à l'intérieur, sur le balcon des fenêtres. Le lendemain, les amoureux observaient quelle forme avait le blanc d'œuf gelé et, dans le cas où l'albumine ressemblait à un petit bateau, on croyait que la proue de celui-ci pouvait indiquer l'origine de l'amant.
Le jour du 8 septembre, la deuxième fête patronale est célébrée, dédiée à la commémoration de la nativité de Marie. Les fidèles se rendent en pèlerinage au Sanctuaire de la Beata Vergine delle Grazie et le populaire bingo de la ville a lieu dans la clairière devant la mairie.
La saison hivernale n'est pas seulement liée aux rites de Noël (il convient de mentionner le rite de la messe de Minuit du 24 décembre), mais se caractérise également par les feux de joie du début de l'année à l'Épiphanie. Enfin, le jeudi de la mi-carême, a lieu le Rogo della Vecia où le pantin de la vieille femme, symbole de tous les maux de l'année écoulée, est porté en procession et enfin jugé et brûlé.
Dans la ville, l'histoire d'Angioletta delle Rive, une roturière de Pordenone jugée par l'Inquisition pour sorcellerie au XVIIe siècle, reste vivace.

## Culture
À Pordenone, au teatro Verdi, se déroule en octobre depuis 1981, le Giornate del cinema muto, le festival du film muet de Pordenone, un festival de renommée mondiale du cinéma muet, à l'exception d'une période de huit ans (1999-2006) pendant laquelle la ville voisine de Sacile a accueilli le festival.
L'un des plus importants festivals littéraires d'Italie Pordenonelegge se déroule pendant la seconde moitié de septembre.
Chaque année, en mars, Dedica Festival approfondit un auteur et son œuvre. En avril les rencontres du journalisme d'investigation Le Voci dell'Inchiesta : cinéma, théâtre, radio, télévision, presse écrite, nouveaux médias.
Également la Fête de Saint-Marc « Fortajada », le Pordenone Blues Festival, un carnaval et un marché de Noël.

## Langues et dialectes
À Pordenone, la langue principalement parlée est l'italien. L'influence culturelle de la république de Venise] a conduit à l'établissement du dialecte pordenone, une variante du vénitien. Pordenone peut presque être définie comme une enclave linguistique puisque dans les territoires environnants certains dialectes frioulans de type frioulan de Concordia sont restés, bien que fortement vénétianisés.
Le frioulan est toujours présent sur le territoire communal et est protégée par la loi régionale du 18 décembre 2007, n. 29 « Règlement pour la protection, la mise en valeur et la promotion de la langue frioulane ».

## Administration
| Période                                  | Période        | Identité           | Étiquette       | Qualité |
| ---------------------------------------- | -------------- | ------------------ | --------------- | ------- |
| 20 juin 1993                             | 11 mai 1997    | Sergio Bolzonello  | Ligue du Nord   |         |
| 11 mai 1997                              | 12 avril 2006  | Sergio Bolzonello  | Ligue du Nord   |         |
| 10 juin 2001                             | 9 avril 2006   | Sergio Bolzonello  | Centre gauche   |         |
| 9 avril 2006                             | 29 mai 2011    | Sergio Bolzonello  | Centre gauche   |         |
| 30 mai 2011                              | 20 juin 2016   | Claudio Pedrotti   | Parti démocrate |         |
| 20 juin 2016                             | 5 octobre 2021 | Alessandro Ciriani | Frères d'Italie |         |
| 5 octobre 2021                           | En cours       | Alessandro Ciriani | Frères d'Italie |         |
| Les données manquantes sont à compléter. |                |                    |                 |         |

### Hameaux
Vallenoncello, Rorai Grande, Torre, Villanova, Borgomeduna

### Communes limitrophes
Azzano Decimo, Cordenons, Fiume Veneto, Pasiano di Pordenone, Porcia, Prata di Pordenone, Roveredo in Piano, San Quirino, Zoppola

## Jumelages
- Spittal an der Drau (Autriche) depuis 1987
- General San Martín (Argentine) depuis 2003

## Personnalités liées à la ville
- Odoric de Pordenone (1286-1331), missionnaire et explorateur
- Le Pordenone (1483-1539), peintre
- Girolamo Rorario (1485-1556), humaniste et légat pontifical
- Giovanni Maria Zaffoni (1500-1570), peintre
- Menocchio, brûlé pour hérésie vers 1600
- Maria-Teresa Albani (1901-1999), actrice
- Lino Zanussi (1920-1968), entrepreneur, industriel
- Gian Mario Villalta (1959-....), écrivain, poète
- Francesco Bearzatti (1966-....), saxophoniste et clarinettiste de jazz
- Davide Cimolai, (1989-....), coureur cycliste italien, membre de l'équipe FDJ
- Alessia Trost (1993-....), athlète
- Giulio De Vita (1971-....), dessinateur, réalisateur et publicitaire

## Source
- (it)/(en) Cet article est partiellement ou en totalité issu des articles intitulés en italien « Pordenone » (voir la liste des auteurs) et en anglais « Pordenone » (voir la liste des auteurs).